# جهاز الأمن القومي (اليمن)
جهاز الأمن القومي هو جهاز استخباراتي أمني يتبع رئاسة الجمهورية اليمنية ويقوم الجهاز بحفظ الأمن القومي للبلاد من أي عمل يهدد الجمهورية اليمنية سواء من داخل البلد أو خارجها. وقد أنشئ الجهاز بموجب القرار الجمهوري رقم 262 لعام 2002.
يُحضِّر الجهاز بالأساس التحليلات ويقدم المشورة للحكومة. وأدى التنافس على الصلاحيات بينه وبين الأمن السياسي إلى أن إنشأ الأمن القومي مراكز الاحتجاز الخاصة به في مطلع القرن الحادي والعشرين، وهي بدورها أماكن احتجاز غير مُعلنة ومن ثم فهي خارج إطار القانون اليمني. وسلطاته الخاصة بالاحتجاز والاعتقال مشتقة بالمثل من القرار فقط وليس بموجب أي قانون.
رأس هذا الجهاز منذ إنشائه علي محمد الآنسي مدير مكتب رئاسة الجمهورية، حتى أقيل بقرار جمهوري أصدره الرئيس عبد ربه منصور هادي في سبتمبر 2012م، وعين بدلاً عنه الدكتور اللواء علي حسن الأحمدي، والذي أقيل بقرار جمهوري في يناير 2016، ثم صدر قرار رئيس الجمهورية رقم (32) لسنة 2016م بتعيين اللواء محمد سعيد بن بريك رئيساً للجهاز، والذي أقيل في 29 أغسطس 2016 وصدر قرار جمهوري رقم 115 لسنة 2016م قضى بتعيين اللواء أحمد عبد الله ناصر المصعبي رئيسا للجهاز بدلاً عنه.
فعلياً كان عمار محمد عبد الله صالح ابن شقيق الرئيس السابق علي عبد الله صالح، هو القائم بمهام رئاسة الجهاز أثناء فترته تولي علي محمد الآنسي رئاسة الجهاز وتمت إقالته هو ايضاً بقرار رئاسي أصدره الرئيس عبد ربه منصور هادي في مايو 2012م وذلك أعقاب التفجير الانتحاري الذي استهدف جنود وأفراد الأمن المشاركين في تدريبات العرض العسكري بميدان السبعين بالعاصمة صنعاء.
وعلى الرغم من أن جهاز الأمن القومي يعتبر أحد أهم الأجهزة الأمنية في اليمن، لكن محللين يقولون إن قرار إنشائه من قبل الرئيس اليمني السابق كان في محاولة لإضعاف دور جهاز الأمن السياسي الذي كان يرأسه اللواء غالب القمش.

## الموقع
يقع المركز الرئيسي لجهاز الأمن القومي في العاصمة صنعاء امام جامع البكيرية في مبنى حجري قديم تم ترميمه بشكل قلعة حصينة.

## الأمن القومي ومخالفة القانون
يعتبر الكثير من المواطنين أن هذا الجهاز مسؤول عن العديد من الاعتقالات القسرية والاختطافات للناشطين السياسيين في اليمن ويتهمه ناشطي ثورة شباب اليمن باختطاف العشرات منهم واعتقالهم بدون تهم قانونية.[بحاجة لمصدر]

### حقوق الإنسان
قالت هيومن رايتس ووتش إن قيام الرئيس هادي في 10 أبريل 2013 بإزاحة أحمد علي عبد الله صالح وعمار محمد (وكيل الأمن القومي سابقاً) وطارق محمد عبد الله صالح (قائد الحرس الخاص سابقاً) من القيادة العسكرية، كانت على صلة بالانتهاكات، يمثل خطوة مهمة في المرحلة الانتقالية في اليمن بعد الثورة. ولكن تعيينهم في مناصب من شأنها أن تمنحهم الحصانة الدبلوماسية، يعد من بواعث القلق  حيث قالت هيومن رايتس ووتش أنها وثقت أدلة على انتهاكات جسيمة لحقوق الإنسان تورطت فيها القوات الخاضعة لقيادة هؤلاء الرجال الثلاثة، بما في ذلك الاعتداءات على المتظاهرين والاعتقال التعسفي والتعذيب وأعمال الاختفاء القسري.
حيث وثقت هيومن رايتس ووتش 37 حالة احتجزت خلالها قوات الأمن – بما في ذلك الحرس الجمهوري وجهاز الأمن القومي والحرس الرئاسي الخاص – أشخاصاً لأيام أو أسابيع أو شهور من دون اتهام. وقال 22 من المحتجزين السابقين لهيومن رايتس ووتش إنهم تعرضوا للتعذيب وسوء المعاملة بما في ذلك الضرب والصعق بالكهرباء والتهديدات بالقتل أو الاغتصاب ووضعهم في الحجز الانفرادي لأسابيع أو شهور.

## المهام
بحسب ما ورد في قرار الإنشاء فإن المهام التي أنيطت بالجهاز على النحو التالي:
1. رصد وجمع وتوفير وتحليل المعلومات الاستخباراتية عن كافة المواقف والأنشطة المعادية الموجهة من الخارج التي تشكل تهديداً للأمن القومي للبلاد وسيادتها ونظامها السياسي ومركزها الاقتصادي والعسكري ،وتقديم الآراء والمقترحات المناسبة لمواجهتها والتعامل معها.
2. جمع وتوفير المعلومات الاستخباراتية لكل ما يتصل بشؤون وقضايا الأمن القومي للجمهورية اليمنية في مختلف المجالات.
3. متابعة الأنشطة والمواقف ذات الصلة بسيادة البلاد وأمنها القومي وسياستها الخارجية وتقديم التقارير والتحليلات اللازمة مشفوعة بالمقترحات والملاحظات المناسبة.
4. تلقي التقارير والتحليلات والمعلومات الاستخباراتية من مختلف المصادر ودراستها ورفعها مشفوعة بالرأي.
5. دراسة وتحليل البحوث والدراسات السياسية والاقتصادية والاجتماعية والثقافية والأمنية الصادرة عن الهيئات والمؤسسات الأجنبية ومعرفة مدى تأثيرها على الأمن القومي.
6. كشف ومكافحة الأنشطة التخريبية المعادية للأمن القومي وتأمين حماية حدود البلاد وجزرها من أي اختراق للعناصر المعادية الموجهة من الخارج.
7. رصد وجمع المعلومات عن كافة الأنشطة التجسسية الموجهة بكافة أشكالها وصورها وأغراضها والعمل على كشفها ومحاربتها.
8. تأمين حماية القوات المسلحة والأمن وغيرها من مؤسسات ومرافق الدولة والبعثات الدبلوماسية والقنصلية للجمهورية اليمنية في الخارج من أية اختراقات معادية للأمن القومي والمحافظة على أسرار الدولة السياسية والعسكرية والاقتصادية.
9. اتخاذ التدابير والإجراءات الكفيلة بالحفاظ على أمن وحماية مصالح الجمهورية في الخارج بالتنسيق مع وزارة الخارجية.
10. تعزيز وتطوير علاقات التعاون مع الأجهزة والهيئات المماثلة في البلدان الشقيقة والصديقة وتبادل المعلومات والخبرات معها بما يحقق المصالح الوطنية العليا للبلاد.
11. تأهيل وتدريب العاملين بالجهاز والسعي المستمر لتطوير قدراتهم ومداركهم العلمية والعملية وبما يكفل رفع مستوى أدائهم.
12. إعداد التقارير والتحليلات اللازمة تبعاً لمستجدات العمل الاستخباري القومي ومستوى تنفيذ المهام ورفعها أولا ًبأول.
13. يكون للجهاز في سبيل ممارسة اختصاصاته المتعلقة بمكافحة الأنشطة التخريبية والمعادية التي تهدد سلامة وأمن الجمهورية من الخارج المذكورة في المادة السابقة الصلاحيات الآتية:
  1. القيام بأعمال التحريات الكاملة بالتعاون مع الأجهزة ذات العلاقة عمن تتوفر ضدهم شبهات قوية أو معلومات موثقة لارتكاب أي من تلك الأنشطة والأعمال التخريبية.
  2. ممارسة الصلاحيات التي خولها القانون لجهات الضبط القضائي كما يتمتع العاملون بالجهاز بالصلاحيات والسلطات ذاتها التي يتمتع بها رجال الضبط القضائي وفقاً لقانون الإجراءات الجزائية.
14. للجهاز في سبيل تنفيذ المهام المنوطة به بموجب هذا القرار الحق في طلب أي معلومات من الأجهزة والجهات الحكومية كما ينسق أنشطته كلما دعت الحاجة إلى ذلك مع كل من مكتب رئاسة الجمهورية ووزارة الخارجية ووزارة الدفاع ووزارة الداخلية والجهاز المركزي للأمن السياسي.
15. على الجهاز إحالة الأعمال والأنشطة التخريبية التي تم كشفها وضبطها إلى النيابة العامة لاستكمال إجراءات التحقيق والتصرف فيها وفقاً للقانون.[8]